# Lakeside (Florida)
Lakeside is een plaats (census-designated place) in de Amerikaanse staat Florida, en valt bestuurlijk gezien onder Clay County.

## Demografie
Bij de volkstelling in 2000 werd het aantal inwoners vastgesteld op 30.927.

## Geografie
Volgens het United States Census Bureau beslaat de plaats een oppervlakte van
45,2 km², waarvan 39,3 km² land en 5,9 km² water.

## Plaatsen in de nabije omgeving
De onderstaande figuur toont nabijgelegen plaatsen in een straal van 24 km rond Lakeside.